# ロバート・クーヴァー
ロバート・クーヴァー（Robert Coover、1932年2月4日 - 2024年10月5日）は、アメリカの作家。元ブラウン大学創作科教授。

## 経歴
1932年生まれ。トマス・ピンチョン、ジョン・バース、ドナルド・バーセルミらと並び称される、アメリカのポストモダン文学を代表する小説家。
第一長篇『ブルーノ教団の起源』（1966年）で、すぐれた新人作家に与えられるウィリアム・フォークナー賞を受賞。
2024年10月5日、イギリス・ウォリックのケアハウスで死去。92歳没。

## 日本語訳
- 『ユニヴァーサル野球協会』（越川芳明訳、1985年、若林出版 / 新潮文庫、1990年 / 白水Uブックス、2014年）
- 『女中の臀』（佐藤良明訳、1992年、思潮社）
- 『ジェラルドのパーティ』（越川芳明訳、1999年、講談社）
- 『老ピノッキオ、ヴェネツィアに帰る』（斎藤兆史・上岡伸雄訳、2012年、作品社）
- 『ノワール』（上岡伸雄訳、2014年、作品社）
- 『ようこそ、映画館へ』（越川芳明訳、2016年、作品社）
- 『ゴーストタウン』（上岡伸雄・馬籠清子訳、2017年、作品社）

## 作品
- The Origin of the Brunists (1966)『ブルーノ教団の起源』
- The Universal Baseball Association, Inc., J. Henry Waugh, Prop. (1968)『ユニヴァーサル野球協会』
- The Public Burning (1977)
- Gerald's Party (1986)『ジェラルドのパーティ』
- A Night at the Movies (1987)　短編集 『ようこそ、映画館へ』
- Pinocchio in Venice (1991)『老ピノッキオ、ヴェネツィアに帰る』
- John's Wife (1996)
- Ghost Town (1998)『ゴーストタウン』
- The Adventures of Lucky Pierre: Director's Cut (2002)
- Noir (2010)『ノワール』
- The Brunist Day of Wrath (2014)
- Huck Out West (2017)